# عمر حجاج
عمر حجاج (مواليد 13 مارس 1990) هو لاعب كرة يد مصري لفريق مليحة والمنتخب المصري.
مثل مصر في بطولة العالم لكرة اليد للرجال 2019.